# Deerfield, Illinois
Deerfield är en ort (village) i Cook County, och  Lake County, i delstaten Illinois, USA. Enligt United States Census Bureau har orten en folkmängd på 18 296 invånare (2011) och en landarea på 14,5 km².